# Грабовецька сільська рада (Немирівський район)
| Грабовецька сільська рада — колишній орган місцевого самоврядування у Немирівському районі Вінницької області з адміністративним центром у с. Грабовець. Сільській раді були підпорядковані населені пункти: - с. Грабовець - с. Гранітне - с. Сорокодуби |

## Склад ради
Рада складалася з 14 депутатів та голови.

## Керівний склад сільської ради
| ПІБ                       | Основні відомості                                                         | Дата обрання | Дата звільнення |
| ------------------------- | ------------------------------------------------------------------------- | ------------ | --------------- |
| Бендюк Іван Васильович    | Сільський голова, 1952 року народження, освіта, безпартійний              | 26.03.2006   | 31.10.2010      |
| Цимбал Наталія Миколаївна | Сільський голова, 1960 року народження, освіта вища, член Партії регіонів | 31.10.2010   |                 |

Примітка: таблиця складена за даними джерела